# Spektrometer
Et spektrometer eller spektrofotometer måler på elektromagnetiske bølger (hvilket også kan indbefatte synligt lys).
Et spektrometers spektrum modtages typisk af en billedsensor - fx en fotoplade eller i dag typisk en elektronisk billedsensor.
De måler hver for sig på forskellige bølgelængder af lys, og ved disse målinger kan spektrometrene give os oplysninger, om molekylers koncentration (UV), deres indre bindingsforhold (IR), antallet af kerner (NMR) eller deres masse.
Der er flere forskellige apparater, som går under fællesbetegnelsen spektrometre. Der er massespektrometre, NMR-spektrometre, infrarød spektrometre og UV spektrometre.